# Духовник

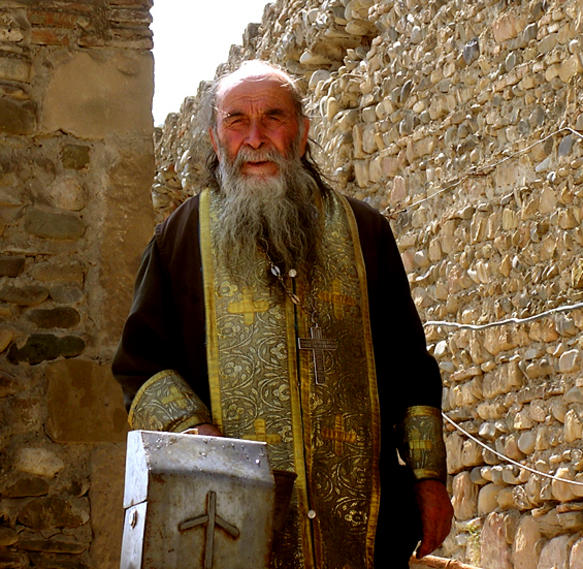
Грузинский православный священник, Мцхета

Духовни́к — священник, которому человек исповедуется регулярно. У духовника православный христианин регулярно исповедуется, являясь по отношению к нему «духовным чадом». Духовник не только руководит духовной жизнью чада, утешает в скорбях и советом помогает ему разрешить различные житейские вопросы, но также должен молиться о своём чаде. Таким образом в идеале духовник — это наставник и духовный руководитель жизни человека. Основные качества духовника, по учению Православной Церкви — смирение, рассудительность и любовь. В русском православии любой священник может быть духовником. В греческом православии духовниками могут быть только опытные (чаще всего пожилые) священники, которые получили на это особое разрешение от архиерея.
Современным духовникам запрещается открывать грехи исповедающегося, хотя в древности исповедь была открытой и публичной (первые христиане стыдились прогневать Бога, а не людей). До 1917 года допускалось два исключения из этого правила:
- если бы кто на исповеди объявил о злом умысле против государя и общественного порядка, не высказав при этом отречения от такого умысла;
- если кто, хотя тайно, но умышленно произвёл в народе соблазн (религиозный вымысел, ложное чудо) и на исповеди не изъявил согласия публичным объявлением о том уничтожить последствия соблазна.

Ныне грехи, открытые на исповеди, не подлежат огласке ни под каким видом, в том числе и при даче показаний на следствии и в суде.
Запрещается при исповеди делать различие между людьми знатными и простыми, поблажать одним и строго относиться к другим, обращать исповедь в средство вымогательства и нескромных просьб. Запрещается исповедовать несколько человек одновременно, не только взрослых, но и детей. При исповеди глухонемых и говорящих на неизвестном духовнику языке ему дозволяется обращаться для ознакомления с нравственным состоянием исповедающегося к его родственникам, а также предлагать ему изложить свои грехи письменно; эта запись должна быть сожжена в его присутствии. При вразумлении кающегося и при назначении ему епитимии, духовник обязан различать грехи простительные (неведения и немощи) и смертные, в случае нераскаяния лишающие христианина благодати.

## Духовник царский
В Московском государстве царские духовники, как правило, были настоятелями Благовещенского собора в Московском кремле. В этой должности они были упомянуты уже в XV веке. В силу своей должности и близости к царю, они занимали первенствующее место не только при своём Благовещенском соборе, но и среди всего дворцового и столичного приходского духовенства: «Другие священники, проходя мимо их, снимали перед ними колпаки». Ни одно из важнейших событий в семейной жизни царя не обходилось без участия царского духовника. Так, накануне свадьбы царя и царицы, он благословлял их крестом перед отъездом к венчанию, говорил молитву, и по молитве, благословлял царя и свадебный чин, венчал их и потом поучал, как им жить и затем поздравлял, и у палаты, где было обручение, благословлял их крестом.
Духовник же давал молитву царице-родильнице, нарекал имя новорождённому младенцу, и, за исключением случаев крещения царских детей самим московским патриархом, совершал над ними обряд крещения. О царе Алексее Михайловиче известно, что он приходил в дом к своему духовнику протопопу Стефану Вонифатьеву благословляться ночью.
Видная роль принадлежала духовнику и в таком важном государственном акте, как венчание на царство. Обыкновенно, в этом случае духовник переносил царские регалии из дворца в Успенский собор и затем предшествовал Государю при его следовании в церковь, держа в руке крест и окропляя путь Святой водой. После коронации царя, когда он шествуя во дворец, по обычаю своих предков, заходил в Благовещенский собор, духовник встречал его с крестом в руке, причём у икон произносил ектению «Помилуй нас, Боже».
Имена царских духовников XVII века очень часто можно встретить в различных документах и актах политической и церковной жизни, в которых они принимали более или менее видное участие. Такое высокое положение находит в себе естественное объяснение в той духовной близости, в которой они находились по отношении к царям и их семьям, откровения души и помыслов которые были известны им. В силу высокого положения и в то же время нравственно-великой ответственности, какую нёс духовник перед Богом, царём и народом, как руководитель Государя по пути устроения его души, каждых духовник имел влияние на царя, каждому из них он мог дать совет или наставление, но в значительной степени это обуславливалось и личными достоинствами духовника.

## Духовники в монастырях
Духовниками называются также все подчиняющиеся Главному духовнику монастыря (духовнику монастыря) иеромонахи, старцы, наставники. Духовником монастыря принято называть особого священнослужителя, в обязанности которого входит духовное руководство братией на пути к спасению. Главный духовник монастыря — обязательно иеромонах (священноинок), архимандрит или игумен. Но при большой нагрузке или при немощи он может перепоручать часть своих обязанностей старцам или наставникам — другим монахам, и даже белым священникам, при этом он несёт полную ответственность за эту их деятельность. Духовником православного(ой) может оказаться и монашествующий, не являющийся священником. Помимо старцев-наставников Главному духовнику подчиняются иеромонахи, исповедующие богомольцев. Кроме старцев и наставников в Православии есть и игуменьи, старицы, наставницы — духовные матери только из монахинь. Естественно, они не могут исповедовать и отпускать грехи в храме. Главной духовницы в женском монастыре нет; всеми старицами и наставницами руководит сама игуменья; духовным отцом, способным исповедовать и отпускать грехи в храме, в женском монастыре является пожилой женатый священник.

## Духовники организаций
Духовники духовных семинарий, епархий, некоммерческих организаций, воинских частей, школ, тюрем, больниц, и средств массовой информации — это всегда священники, которые следят, чтобы идеология и практика организации не противоречили Православной вере и практике Православной Церкви, а члены организации не только добивались уставных целей, но и, по возможности, духовно росли. Эти духовники чаще не претендуют в то же время на роль духовных отцов сотрудников (хотя в воинских частях и особенно на кораблях они обычно бывают духовными отцами), но могут напоминать им о необходимости своевременно обращаться к своим личным духовникам.